# ミハイル・ソロキン
ミハイル・ソロキン（Михаил Иванович Сорокин；1922年6月1日 - 2005年2月22日）は、ソ連の軍人。上級大将。ソ連邦英雄。

## 経歴
ゴリコフ州ガギンスキー地区ニコリスコエ村の農民の家庭に生まれる。
1941年9月、赤軍に召集され、ゴリコフ無線専門官学校で学ぶ。卒業後、第5騎兵軍団に配属され、バルヴェンコヴォ・ロゾフ作戦に参加。
1942年6月に負傷、治療後、促成「狙撃」課程に送られる。1943年2月から第176狙撃師団第330狙撃連隊の中隊長となり、上陸作戦に参加したが再び負傷。連隊復帰後、赤星勲章を授与された。同年9月16日のノヴォロシースク解放後、師団は第129親衛師団に改編された。
南部のドイツ軍撃破後、第129師団はキエフ郊外に投入され、11月にジトーミルへの接近経路に進出した。この時、大隊長が発病したため、ソロキンが大隊長代行となり、大隊を指揮した。この功績により、ソロキン上級中尉にはソ連邦英雄称号とレーニン勲章が授与され、師団には名誉称号「ジトーミル」が授与された。
その後、第129師団はカルパチア方面に進撃し、山岳戦となった。ソロキンは、戦いの中で制高点を奪取し、敵の配置の確認や砲撃の誘導等に貢献し、アレクサンドル・ネフスキー勲章を授与された。プラハへの途上で終戦。
1945年8月、独立大隊長に任命。1946年8月、M.V.フルンゼ名称軍事アカデミーに入校し、1949年に卒業。
アカデミー卒業後、トゥーラの第106空挺師団独立教育大隊長となった。1950年12月、コストロムの第105空挺師団第331パラシュート降下連隊長に任命。1955年、第105空挺師団副師団長となった。1957年、極東の第98空挺師団長に任命。
1962年、参謀本部軍事アカデミーに入校。アカデミー卒業後、戦闘訓練担当空挺軍副司令官、空挺軍第一副司令官を歴任。
1969年末、南方軍集団第一副司令官、1972年8月、駐独ソビエト軍集団の第2親衛戦車軍司令官に任命。1974年8月、極東軍管区第一副司令官、1976年10月、レニングラード軍管区司令官に任命。
1981年11月、上級大将に昇進し、主任軍事顧問としてアフガニスタンに派遣。1984年9月、西部方面軍第一副総司令官、1987年、国防次官/主任監察官となる。
2度ソ連最高会議代議員に選出。
1992年に退役。モスクワ在住。

## パーソナル
妻帯、1男1女を有する。息子のユーリーは、ウスリースク高等軍事自動車学校、後方・輸送軍事アカデミーを卒業し、予備役大佐、現在モスクワ市役所で働いている。
レーニン勲章3個、赤旗勲章2個、アレクサンドル・ネフスキー勲章、一等祖国戦争勲章、赤星勲章2個、三等「ソ連軍における祖国への奉仕に対する」勲章、名誉記章勲章を受章。
ジトーミル市名誉市民。余暇は釣りで過ごす。